# Glen Rebka
Glen Anderson Rebka, Jr. (Cincinnati, 1 de junio de 1931-Laramie, 13 de enero de 2015) fue un físico estadounidense.
En 1961, Rebka obtuvo su doctorado, por la Universidad Harvard, donde estudiaba desde 1953. A partir de 1961 trabajó en la Universidad Yale, y a partir de 1971 en la Universidad de Wyoming, donde fue de 1983 a 1991 jefe del Dto. de física; y desde 1997 profesor emérito. Además de su carrera académica, trabajó como físico experimental de partículas elementales en el Laboratorio Nacional de Los Álamos. Y en la Universidad de Wyoming montó la Facultad de astrofísica.
En 1960 Robert Pound lleva a cabo un experimento con su asistencia, el experimento de Pound-Rebka, usando el efecto Mössbauer para medir el desvío gravitacional hacia el rojo de la radiación de un rayo gamma en el campo gravitacional terrestre. Pound y Rebka usaron la torre del Laboratorio Jefferson de la Universidad Harvard, con una altura de apenas 22,6 m y el trabajo fue parte de la tesis de Rebka, bajo orientación de Pound.

## Honores
En 1965, Pound y Rebka recibieron la Medalla Eddington de la Royal Astronomical Society.